# Tatjana Maria
Tatjana Maria, nata Tatjana Malek (Bad Saulgau, 8 agosto 1987), è una tennista tedesca.
Vincitrice di quattro titoli WTA in singolare e quattro nel doppio, vanta una semifinale al torneo di Wimbledon 2022 come miglior risultato raggiunto in una prova del Grande Slam.

## Carriera
Ha vinto in carriera trentatre tornei ITF, diciannove nel singolare e quindici nel doppio. 
L'8 aprile 2013 ha sposato il suo allenatore, nonché ex tennista professionista, Charles-Édouard Maria. Nel dicembre dello stesso anno ha partorito una bimba, Charlotte, e dopo alcuni mesi è rientrata nel circuito.
In carriera, Maria ha conquistato quattro titoli WTA in singolare. Il primo sull'erba di Maiorca nel 2018, battendo in finale la detentrice del titolo Anastasija Sevastova (6–4, 7–5). Quasi quattro anni dopo, vince il secondo titolo WTA sulla terra di Bogotà; partendo dalle qualificazioni, trionfa in finale contro Laura Pigossi, con il punteggio di 6–3, 4–6, 6–2. L'anno seguente difende il titolo nella capitale colombiana, sconfiggendo la giovane americana Peyton Stearns per 6–3, 2–6, 6–4 nella finale. Nel giugno 2025, Maria conquista il quarto titolo nel circuito maggiore nel torneo su erba di Londra, partendo dalle qualificazioni e prevalendo su Amanda Anisimova in finale con il punteggio di 6–3, 6–4. Per la tedesca è il primo titolo di livello WTA 500, il più prestigioso della carriera.
Negli Slam ha ottenuto il miglior risultato in carriera al Torneo di Wimbledon 2022, quando si è spinta sino alla semifinale.
In doppio ha ottenuto 4 titoli sul circuito maggiore: il primo nel 2012 a Québec City assieme a Kiki Mladenovic, battendo in finale Rosolska/Watson al super-tiebreak. Il secondo lo ha centrato quattro anni dopo a Bogotà con Lara Arruabarrena, superando Cé/Gámiz. Il terzo è arrivato nel 2018 ad Acapulco assieme a Watson, prevalendo su Christian/Santamaria in finale. Il quarto lo ha conquistato nel 2019 a Seul con Arruabarrena, battendo Carter/Stefani al super-tiebreak.

## Statistiche WTA

### Singolare

#### Vittorie (4)
| Legenda               | Legenda      |
| --------------------- | ------------ |
| Grande Slam (0)       |              |
| Ori Olimpici (0)      |              |
| WTA Finals (0)        |              |
| WTA Elite Trophy (0)  |              |
| Dal 2009 al 2020      | Dal 2021     |
| Premier Mandatory (0) | WTA 1000 (0) |
| Premier 5 (0)         | WTA 1000 (0) |
| Premier (0)           | WTA 500 (1)  |
| International (1)     | WTA 250 (2)  |

| N. | Data           | Torneo                             | Superficie  | Avversaria in finale | Punteggio     |
| 1. | 24 giugno 2018 | Mallorca Open, Maiorca             | Erba        | Anastasija Sevastova | 6–4, 7–5      |
| 2. | 10 aprile 2022 | Copa Colsanitas, Bogotà            | Terra rossa | Laura Pigossi        | 6–3, 4–6, 6–2 |
| 3. | 9 aprile 2023  | Copa Colsanitas, Bogotà (2)        | Terra rossa | Peyton Stearns       | 6–3, 2–6, 6–4 |
| 4. | 15 giugno 2025 | Queen's Club Championships, Londra | Erba        | Amanda Anisimova     | 6–3, 6–4      |

### Doppio

#### Vittorie (4)
| Legenda               | Legenda      |
| --------------------- | ------------ |
| Grande Slam (0)       |              |
| Ori Olimpici (0)      |              |
| WTA Finals (0)        |              |
| WTA Elite Trophy (0)  |              |
| Dal 2009 al 2020      | Dal 2021     |
| Premier Mandatory (0) | WTA 1000 (0) |
| Premier 5 (0)         | WTA 1000 (0) |
| Premier (0)           | WTA 500 (0)  |
| International (4)     | WTA 250 (0)  |

| N. | Data              | Torneo                              | Superficie    | Compagna            | Avversarie in finale                 | Punteggio              |
| 1. | 16 settembre 2012 | Bell Challenge, Québec              | Sintetico (i) | Kristina Mladenovic | Alicja Rosolska Heather Watson       | 7–6(5), 6(6)–7, [10–7] |
| 2. | 17 aprile 2016    | Copa Colsanitas, Bogotà             | Terra rossa   | Lara Arruabarrena   | Gabriela Cé Andrea Gámiz             | 6–4, 2–6, [10–8]       |
| 3. | 3 marzo 2018      | Abierto Mexicano de Tenis, Acapulco | Cemento       | Heather Watson      | Kaitlyn Christian Sabrina Santamaria | 7–5, 2–6, [10–2]       |
| 4. | 22 settembre 2019 | Korea Open, Seul                    | Cemento       | Lara Arruabarrena   | Hayley Carter Luisa Stefani          | 7–6(7), 3–6, [10–7]    |

#### Sconfitte (4)
| Legenda               | Legenda      |
| --------------------- | ------------ |
| Grande Slam (0)       |              |
| Argenti Olimpici (0)  |              |
| WTA Finals (0)        |              |
| WTA Elite Trophy (0)  |              |
| Dal 2009 al 2020      | Dal 2021     |
| Premier Mandatory (0) | WTA 1000 (0) |
| Premier 5 (0)         | WTA 1000 (0) |
| Premier (0)           | WTA 500 (0)  |
| International (4)     | WTA 250 (0)  |

| N. | Data            | Torneo                      | Superficie  | Compagna           | Avversarie in finale             | Punteggio |
| 1. | 26 luglio 2009  | Gastein Ladies, Bad Gastein | Terra rossa | Andrea Petković    | Andrea Hlaváčková Lucie Hradecká | 2–6, 4–6  |
| 2. | 12 ottobre 2014 | Japan Women's Open, Osaka   | Cemento     | Lara Arruabarrena  | Shūko Aoyama Renata Voráčová     | 1–6, 2–6  |
| 3. | 19 luglio 2015  | Swedish Open, Båstad        | Terra rossa | Ol'ga Savčuk       | Kiki Bertens Johanna Larsson     | 5–7, 4–6  |
| 4. | 29 aprile 2016  | Marocco Open, Rabat         | Terra rossa | Ioana Raluca Olaru | Xenia Knoll Aleksandra Krunić    | 3–6, 0–6  |

## Circuito WTA 125

### Singolare

#### Vittorie (1)
| N. | Data           | Torneo                          | Superficie | Avversaria in finale | Punteggio |
| 1. | 19 agosto 2023 | Barranquilla Open, Barranquilla | Cemento    | Fiona Ferro          | 6–1, 6–2  |

#### Sconfitte (4)
| N. | Data             | Torneo                            | Superficie | Avversaria in finale | Punteggio        |
| 1. | 25 giugno 2023   | Veneto Open, Gaiba                | Erba       | Ashlyn Krueger       | 6–3, 4–6, 5–7    |
| 2. | 17 agosto 2024   | Barranquilla Open, Barranquilla   | Cemento    | Nadia Podoroska      | 2–6, 6–1, 3–6    |
| 3. | 7 settembre 2024 | Guadalajara 125 Open, Guadalajara | Cemento    | Kamilla Rachimova    | 3–6, 7–6(5), 3–6 |
| 4. | 13 luglio 2025   | Hall of Fame Open, Newport        | Erba       | Caty McNally         | 6-2, 4-6, 2-6    |

### Doppio

#### Sconfitte (1)
| N. | Data             | Torneo                     | Superficie | Compagna           | Avversarie in finale             | Punteggio        |
| 1. | 27 novembre 2015 | Carlsbad Classic, Carlsbad | Cemento    | Oksana Kalašnikova | Gabriela Cé Verónica Cepede Royg | 6–1, 4–6, [8–10] |

## Statistiche ITF

### Singolare

#### Vittorie (19)
| Torneo $100.000 (6) |
| Torneo $80.000 (0)  |
| Torneo $75.000 (0)  |
| Torneo $60.000 (2)  |
| Torneo $50.000 (3)  |
| Torneo $40.000 (1)  |
| Torneo $25.000 (6)  |
| Torneo $15.000 (0)  |
| Torneo $10.000 (1)  |

| N.  | Data             | Torneo                                                | Superficie  | Rivale             | Risultato        |
| 1.  | 30 luglio 2006   | Open GDF SUEZ des Contamines-Montjoie, Les Contamines | Terra rossa | Sandra Záhlavová   | 6–3, 6–4         |
| 2.  | 13 agosto 2006   | Hechingen Ladies Open, Hechingen                      | Terra rossa | Magda Mihalache    | 6–2, 6–3         |
| 3.  | 28 ottobre 2007  | Ritro Slovak Open, Bratislava                         | Cemento (i) | Petra Kvitová      | 6–2, 7–6(7)      |
| 4.  | 9 novembre 2008  | ITF Bueschl Open, Ismaning                            | Erba        | Kristina Barrois   | 6–2, 6–3         |
| 5.  | 15 febbraio 2009 | Salk Ladies, Stoccolma                                | Cemento (i) | Anikó Kapros       | 6–3, 6–2         |
| 6.  | 3 maggio 2009    | Makarska Ladies Open, Macarsca                        | Terra rossa | Simona Halep       | 6–1, 4–6, 6–4    |
| 7.  | 30 agosto 2009   | Emblem Health Bronx Open, The Bronx                   | Cemento     | Kristina Barrois   | 6–1, 6–4         |
| 8.  | 7 agosto 2011    | Hechingen Ladies Open, Hechingen                      | Terra rossa | Sarah Gronert      | 6–3, 6–4         |
| 9.  | 3 agosto 2014    | Pro Tennis Classic Fort Worth, Fort Worth             | Cemento     | Hayley Carter      | 6–1, 6–1         |
| 10. | 19 ottobre 2014  | Gosen Cup, Makinohara                                 | Erba        | Shūko Aoyama       | 6–1, 6–2         |
| 11. | 13 dicembre 2014 | Circuito Femenil Mérida, Mérida                       | Cemento     | Victoria Rodríguez | 6–0, 6–3         |
| 12. | 8 febbraio 2015  | Dow Corning Tennis Classic, Midland                   | Cemento (i) | Louisa Chirico     | 6–2, 6–0         |
| 13. | 1º novembre 2015 | Tevlin Women's Challenger, Toronto                    | Cemento (i) | Jovana Jakšić      | 6–3, 6–2         |
| 14. | 5 febbraio 2017  | Dow Corning Tennis Classic, Midland                   | Cemento (i) | Naomi Broady       | 6–4, 6(8)–7, 6–4 |
| 15. | 30 giugno 2017   | Southsea Trophy, Southsea                             | Erba        | Irina-Camelia Begu | 6–2, 6–2         |
| 16. | 6 febbraio 2022  | Georgia's Rome Tennis Open, Rome                      | Cemento     | Alycia Parks       | 6–4, 4–6, 6–2    |
| 17. | 28 gennaio 2023  | NECC-Deccan ITF Women's Tournament, Pune              | Cemento     | Nigina Abduraimova | 6–1, 6–1         |
| 18. | 1º dicembre 2024 | Empire Women's Indoor, Trnava                         | Cemento (i) | Jodie Burrage      | 6–4, 6–1         |
| 19. | 26 gennaio 2025  | Bengaluru Women's, Bengaluru                          | Cemento     | Léolia Jeanjean    | 6(0)–7, 6–3, 6–4 |

#### Sconfitte (14)
| Torneo $100.000 (5) |
| Torneo $80.000 (0)  |
| Torneo $75.000 (0)  |
| Torneo $60.000 (0)  |
| Torneo $50.000 (1)  |
| Torneo $40.000 (0)  |
| Torneo $25.000 (0)  |
| Torneo $15.000 (0)  |
| Torneo $10.000 (1)  |

| N.  | Data              | Torneo                                                          | Superficie      | Rivale              | Risultato        |
| 1.  | 12 febbraio 2006  | Biberach Open, Biberach an der Riß                              | Cemento (i)     | Kristina Barrois    | 4–6, 7–5, 6(5)–7 |
| 2.  | 25 giugno 2006    | Women's Circuit Davos, Davos                                    | Terra rossa     | Sandra Martinović   | 6–1, 4–6, 2–6    |
| 3.  | 17 settembre 2006 | Gliwice Open, Gliwice                                           | Terra rossa     | Sandra Záhlavová    | 4–6, 0–6         |
| 4.  | 29 ottobre 2006   | Cumhuriyet Kizlari, Istanbul                                    | Cemento (i)     | Caroline Wozniacki  | 2–6, 1–6         |
| 5.  | 29 aprile 2007    | Open GDF SUEZ de Cagnes-sur-Mer Alpes-Maritimes, Cagnes-sur-Mer | Terra rossa     | Timea Bacsinszky    | 4–6, 1–6         |
| 6.  | 31 luglio 2011    | Knoll Open, Bad Saulgau                                         | Terra rossa     | Ioana Raluca Olaru  | 6–3, 3–6, 5–7    |
| 7.  | 2 ottobre 2011    | Open GDF SUEZ Clermont-Ferrand, Clermont-Ferrand                | Cemento (i)     | Andrea Hlaváčková   | 4–6, 6–0, 6(6)–7 |
| 8.  | 8 aprile 2012     | Limburg Open, Tessenderlo                                       | Terra rossa (i) | Maryna Zanevs'ka    | 2–6, 2–6         |
| 9.  | 17 giugno 2012    | AEGON Nottingham Challenge, Nottingham                          | Erba            | Ashleigh Barty      | 1–6, 1–6         |
| 10. | 24 settembre 2012 | Open GDF SUEZ Clermont-Ferrand, Clermont-Ferrand                | Cemento (i)     | Stefanie Vögele     | 4–6, 1–6         |
| 11. | 10 maggio 2015    | Open GDF SUEZ de Cagnes-sur-Mer Alpes-Maritimes, Cagnes-sur-Mer | Terra rossa     | Carina Witthöft     | 5–7, 1–6         |
| 12. | 11 giugno 2017    | Open GDF SUEZ de Marseille, Marsiglia                           | Terra rossa     | Jasmine Paolini     | 4–6, 6–2, 1–6    |
| 13. | 16 luglio 2017    | Open 88 Contrexéville, Contrexéville                            | Terra rossa     | Johanna Larsson     | 1–6, 4–6         |
| 14. | 9 giugno 2024     | Lexus Surbiton Trophy, Surbiton                                 | Erba            | Alison Van Uytvanck | 7–6(5), 1–6, 2–6 |

### Doppio

#### Vittorie (15)
| Torneo $100.000 (0) |
| Torneo $80.000 (0)  |
| Torneo $75.000 (0)  |
| Torneo $60.000 (0)  |
| Torneo $50.000 (5)  |
| Torneo $40.000 (0)  |
| Torneo $25.000 (9)  |
| Torneo $15.000 (0)  |
| Torneo $10.000 (1)  |

| N.  | Data             | Torneo                                                                                                 | Superficie  | Partner                | Avversarie                             | Punteggio        |
| 1.  | 10 maggio 2003   | BGZ Cup, Varsavia                                                                                      | Terra rossa | Annette Kolb           | Barbora Machovská Ivana Plateniková    | 6–3, 6–3         |
| 2.  | 3 maggio 2009    | Makarska Ladies Open, Makarska                                                                         | Terra rossa | Renata Voráčová        | Tereza Hladíková Karolina Kosińska     | 6–4, 5–7, [10–6] |
| 3.  | 16 ottobre 2010  | Open GDF Suez de Touraine, Joué-lès-Tours                                                              | Cemento (i) | Irena Pavlović         | Stéphanie Cohen-Aloro Selima Sfar      | 6–4, 5–7, [10–8] |
| 4.  | 23 ottobre 2010  | Open International de Saint-Raphaël, Saint-Raphaël                                                     | Cemento (i) | Sandra Klemenschits    | Estrella Cabeza Candela Laura Pous Tió | 6–2, 6–4         |
| 5.  | 18 aprile 2011   | Limburg Open, Tessenderlo                                                                              | Terra rossa | Anna-Lena Grönefeld    | Elina Svitolina Maryna Zanevs'ka       | 7–5, 6–3         |
| 6.  | 27 giugno 2011   | Bella Cup, Toruń                                                                                       | Terra rossa | Stéphanie Foretz Gacon | Edina Gallovits-Hall Andreja Klepač    | 6–2, 7–5         |
| 7.  | 6 agosto 2011    | Hechingen Ladies Open, Hechingen                                                                       | Terra rossa | Sandra Klemenschits    | Korina Perkovic Laura Siegemund        | 4–6, 6–2, [10–7] |
| 8.  | 19 marzo 2012    | AEGON Pro Series Bath, Bath                                                                            | Cemento (i) | Stephanie Vogt         | Julie Coin Melanie South               | 6–3, 3–6, [10–3] |
| 9.  | 30 giugno 2012   | Internationaler Württembergische Damen-Tennis-Meisterschaften um den Stuttgarter Stadtpokal, Stoccarda | Terra rossa | Sandra Klemenschits    | Lenka Juríková Zuzana Luknárová        | 6–3, 6–2         |
| 10. | 21 aprile 2013   | Dothan Pro Tennis Classic, Dothan                                                                      | Terra verde | Julia Cohen            | Irina Falconi Maria Sanchez            | 6–4, 4–6, [11–9] |
| 11. | 13 giugno 2014   | Hechingen Ladies Open, Essen                                                                           | Terra rossa | Kristina Barrois       | Ysaline Bonaventure Elica Kostova      | 6–2, 6–2         |
| 12. | 18 ottobre 2014  | Gosen Cup, Makinohara                                                                                  | Erba        | Miki Miyamura          | Makoto Ninomiya Mari Tanaka            | 6–3, 6–1         |
| 13. | 25 ottobre 2014  | Hamanako Tokyu Cup, Hamamatsu                                                                          | Erba        | Miki Miyamura          | Makoto Ninomiya Mari Tanaka            | 5–7, 6–2, [10–5] |
| 14. | 6 dicembre 2014  | Circuito Femenil Mérida, Mérida                                                                        | Cemento     | Renata Zarazúa         | Jan Abaza Hsu Chieh-yu                 | 7–6(1), 6–1      |
| 15. | 13 dicembre 2014 | Circuito Femenil Mérida, Mérida                                                                        | Cemento     | Renata Zarazúa         | Andrea Gámiz Valerija Savinych         | 6–4, 6–1         |

#### Sconfitte (10)
| Torneo $100.000 (3) |
| Torneo $80.000 (0)  |
| Torneo $75.000 (2)  |
| Torneo $60.000 (0)  |
| Torneo $50.000 (2)  |
| Torneo $40.000 (0)  |
| Torneo $25.000 (2)  |
| Torneo $15.000 (0)  |
| Torneo $10.000 (1)  |

| N.  | Data              | Torneo                                         | Superficie      | Partner                | Avversarie                            | Punteggio         |
| 1.  | 21 agosto 2004    | Westend Ladies Tennis Cup, Westende            | Cemento         | Janette Bejlková       | Veronika Chvojková Emma Laine         | 4–6, 5–7          |
| 2.  | 4 settembre 2006  | Save Cup, Mestre                               | Terra rossa     | Margalita Čachnašvili  | Monica Niculescu Renata Voráčová      | 4–6, 6–3, 4–6     |
| 3.  | 18 settembre 2010 | Allianz Cup, Sofia                             | Terra rossa     | Sandra Klemenschits    | Eléni Daniilídou Jasmin Wöhr          | 3–6, 4–6          |
| 4.  | 9 ottobre 2010    | AEGON Pro Series Barnstaple, Barnstaple        | Cemento (i)     | Sandra Klemenschits    | Andrea Hlaváčková Michaëlla Krajicek  | 6(4)–7, 2–6       |
| 5.  | 29 ottobre 2011   | AEGON Pro Series Barnstaple, Barnstaple        | Cemento (i)     | Sandra Klemenschits    | Eva Hrdinová Anne Keothavong          | 5–7, 1–6          |
| 6.  | 2 aprile 2012     | Limburg Open, Tessenderlo                      | Terra rossa (i) | Stephanie Vogt         | Demi Schuurs Maryna Zanevs'ka         | 4–6, 3–6          |
| 7.  | 7 luglio 2012     | Torneo Internazionale Regione Piemonte, Biella | Terra rossa     | Sandra Klemenschits    | Eva Hrdinová Mervana Jugić-Salkić     | 6–1, 3–6, [8–10]  |
| 8.  | 27 ottobre 2012   | Internationaux Féminins de la Vienne, Poitiers | Cemento (i)     | Stéphanie Foretz Gacon | Catalina Castaño Mervana Jugić-Salkić | 4–6, 7–5, [4–10]  |
| 9.  | 31 ottobre 2014   | Tevlin Women's Challenger, Toronto             | Cemento (i)     | Gabriela Dabrowski     | Maria Sanchez Taylor Townsend         | 5–7, 6–4, [13–15] |
| 10. | 21 febbraio 2015  | Altenkirchen Ladies Open, Altenkirchen         | Sintetico (i)   | Sandra Klemenschits    | Antonia Lottner Ana Vrljić            | 4–6, 6–3, [9–11]  |

## Competizioni a squadre

### Vittorie (1)
| N. | Data           | Torneo             | Superficie | Compagni                                                                          | Avversari in finale                                                                      | Punteggio |
| 1. | 7 gennaio 2024 | United Cup, Sydney | Cemento    | Angelique Kerber Laura Siegemund Alexander Zverev Maximilian Marterer Kai Wehnelt | Iga Świątek Katarzyna Kawa Katarzyna Piter Hubert Hurkacz Daniel Michalski Jan Zieliński | 2-1       |

## Risultati in progressione
| Sigla | Risultato               |
| ----- | ----------------------- |
| V     | Vincitore               |
| F     | Finalista               |
| SF    | Semifinalista           |
| O     | Oro olimpico            |
| A     | Argento olimpico        |
| SF    | Bronzo olimpico         |
| QF    | Quarti di Finale        |
| 4T    | Quarto turno            |
| 3T    | Terzo turno             |
| 2T    | Secondo turno           |
| 1T    | Primo turno             |
| RR    | Round Robin             |
| LQ    | Turno di qualificazione |
| A     | Assente                 |
| ND    | Non disputato           |

| Legenda superfici    |
| -------------------- |
| Cemento              |
| Terra battuta        |
| Erba                 |
| Superficie variabile |

### Singolare nei tornei del Grande Slam
| Torneo          | 2007 | 2008 | 2009 | 2010 | 2011 | 2012 | 2013 | 2014 | 2015 | 2016 | 2017 | 2018 | 2019 | 2020 | 2021 | 2022 | 2023 | V--S  |
| --------------- | ---- | ---- | ---- | ---- | ---- | ---- | ---- | ---- | ---- | ---- | ---- | ---- | ---- | ---- | ---- | ---- | ---- | ----- |
| Australian Open | Q1   | 1T   | 2T   | 1T   | Q1   | A    | Q3   | A    | 1T   | 2T   | Q2   | 1T   | 1T   | 1T   | A    | 1T   | 1T   | 2-10  |
| Open di Francia | A    | A    | Q3   | 1T   | Q1   | Q3   | 1T   | A    | 1T   | 2T   | 2T   | 1T   | 1T   | A    | A    | 1T   | 1T   | 2-9   |
| Wimbledon       | 1T   | A    | 2T   | 1T   | Q1   | Q2   | 1T   | A    | 3T   | 1T   | 2T   | 2T   | 1T   | ND   | A    | SF   | 1T   | 10-11 |
| US Open         | 1T   | A    | 1T   | Q1   | Q2   | 2T   | A    | Q2   | 1T   | Q3   | 2T   | 2T   | 1T   | 1T   | Q1   | 1T   | 1T   | 3-10  |
| Totale          | 0-2  | 0-1  | 2-3  | 0-3  | 0-0  | 1-1  | 0-2  | 0-0  | 2-4  | 2-3  | 3-3  | 2-4  | 0-4  | 0-2  | 0-0  | 5-3  | 0-4  | 17-30 |

### Doppio nei tornei del Grande Slam
| Torneo          | 2007 | 2008 | 2009 | 2010 | 2011 | 2012 | 2013 | 2014 | 2015 | 2016 | 2017 | 2018 | 2019 | 2020 | 2021 | 2022 | 2023 | V--S  |
| --------------- | ---- | ---- | ---- | ---- | ---- | ---- | ---- | ---- | ---- | ---- | ---- | ---- | ---- | ---- | ---- | ---- | ---- | ----- |
| Australian Open | A    | A    | A    | 1T   | 1T   | A    | 1T   | A    | 1T   | 1T   | 2T   | 1T   | 1T   | 1T   | A    | 1T   | 1T   | 1-11  |
| Open di Francia | A    | A    | A    | 1T   | A    | A    | 1T   | 2T   | 2T   | 3T   | A    | 2T   | 1T   | A    | A    | 1T   | 1T   | 5-9   |
| Wimbledon       | 2T   | A    | 1T   | 1T   | A    | A    | 1T   | A    | 1T   | 2T   | 2T   | QF   | A    | ND   | A    | 1T   | 1T   | 6-10  |
| US Open         | A    | A    | 2T   | 1T   | A    | 2T   | A    | A    | 1T   | 1T   | 1T   | 1T   | 1T   | A    | A    | A    | 3T   | 4-9   |
| Totale          | 1-1  | 0-0  | 1-2  | 0-4  | 0-1  | 1-1  | 0-3  | 1-1  | 1-4  | 3-4  | 2-3  | 4-4  | 0-3  | 0-1  | 0-0  | 0-3  | 2-4  | 16-39 |

## Vittorie contro giocatrici Top 10
| Stagione | 2010 | 2011 | 2012 | 2013 | 2014 | 2015 | 2016 | 2017 | 2018 | 2019 | 2020 | 2021 | 2022 | 2023 | 2024 | 2025 | Totale |
| Vittorie | 1    | 0    | 0    | 0    | 0    | 1    | 0    | 0    | 1    | 1    | 0    | 0    | 1    | 0    | 0    | 1    | 6      |

| #    | Giocatrice       | Ranking | Evento                             | Superficie | Turno | Punteggio        | Rank. TMR |
| ---- | ---------------- | ------- | ---------------------------------- | ---------- | ----- | ---------------- | --------- |
| 2010 |                  |         |                                    |            |       |                  |           |
| 1.   | Li Na            | 10      | Malaysian Open, Kuala Lumpur       | Cemento    | 1T    | 6–1, 5–7, 6–2    | 81        |
| 2015 |                  |         |                                    |            |       |                  |           |
| 2.   | Eugenie Bouchard | 7       | Miami Open, Miami                  | Cemento    | 2T    | 6–0, 7–6(4)      | 113       |
| 2018 |                  |         |                                    |            |       |                  |           |
| 3.   | Elina Svitolina  | 5       | Torneo di Wimbledon, Londra        | Erba       | 1T    | 7–6(3), 4–6, 6–1 | 57        |
| 2019 |                  |         |                                    |            |       |                  |           |
| 4.   | Sloane Stephens  | 6       | Miami Open, Miami                  | Cemento    | 3T    | 6–3, 6–2         | 62        |
| 2022 |                  |         |                                    |            |       |                  |           |
| 5.   | Maria Sakkarī    | 5       | Torneo di Wimbledon, Londra        | Erba       | 3T    | 6–3, 7–5         | 103       |
| 2025 |                  |         |                                    |            |       |                  |           |
| 6.   | Madison Keys     | 8       | Queen's Club Championships, Londra | Erba       | SF    | 6–3, 7–6(3)      | 86        |